# Brestovița, Ruse
Brestovița (în bulgară Брестовица) este un sat în comuna Borovo, regiunea Ruse,  Bulgaria. 

## Demografie
Componența etnică a satului Brestovița
     Bulgari (91,82%)
     Turci (6,31%)
     Nicio identificare (1,85%)
     Altele (0%)
La recensământul din 2011, populația satului Brestovița era de 269 locuitori. Din punct de vedere etnic, majoritatea locuitorilor (91,82%) erau bulgari, cu o minoritate de turci (6,31%). Pentru 1,85% din locuitori nu este cunoscută apartenența etnică.